# Audrys Nin Reyes
Audrys Nin Reyes (Tamayo, 2 de enero de 1995) es un deportista dominicano en la modalidad de gimnasia artística. Es campeón de salto de caballo de los Juegos Panamericanos de 2019 y 2023. Fue el primer gimnasta dominicano en ganar una medalla de oro en unos Juegos Panamericanos. También fue el primer gimnasta dominicano en ganar una medalla de oro en un evento de la Copa Mundial FIG cuando ganó el título de salto en la Copa Mundial Challenge Osijek 2017. Es campeón panamericano de salto y barra horizontal de 2017 y campeón de salto de la Universiada de 2017. También es campeón de salto de los Juegos Centroamericanos y del Caribe 2018 y 2023. Se ha clasificado para representar a República Dominicana en los Juegos Olímpicos de París 2024, siendo el primer gimnasta masculino de su país en hacerlo.

## Carrera de gimnasia
Nin Reyes comenzó a competir en el nivel senior en 2013. En los Juegos Bolivarianos de 2013, ganó la medalla de oro en salto y la medalla de bronce en barra horizontal. Hizo su debut en el Campeonato Mundial en Amberes, pero no avanzó a ninguna final. Terminó 71.º en la clasificación general.
Nin Reyes ganó la medalla de plata en salto en la Copa Mundial Desafío Anadia 2014. Luego empató con Sean Melton por la medalla de plata en la barra horizontal en el Festival Deportivo Panamericano 2014. También quedó octavo en ejercicios de piso, cuarto en caballo con arcos y salto, y sexto en barras paralelas. Luego, en los Juegos Centroamericanos y del Caribe de 2014, ganó la medalla de plata en salto detrás del cubano Manrique Larduet. Además, terminó sexto en el ejercicio completo y cuarto en el ejercicio de piso.
Nin Reyes ganó la medalla de bronce en la barra horizontal en el Mundial de Sao Paulo 2015. Unas semanas más tarde, en el Mundial de Anadia, quedó octavo en salto y séptimo en barra horizontal. Luego representó a República Dominicana en los Juegos Panamericanos de 2015 donde fue el tercer reserva para la final de salto y el segundo reserva para la final de barra horizontal. No avanzó a ninguna final. A pesar de fracturarse dos dedos, todavía compitió en el Campeonato Mundial en Glasgow, pero no avanzó más allá de la ronda de clasificación, terminando en el puesto 96 en la clasificación general. Como resultado, República Dominicana no clasificó para un lugar para el Evento de Prueba Olímpica de 2016, lo que significa que Nin Reyes no pudo clasificar para los Juegos Olímpicos de 2016.
Nin Reyes se convirtió en el primer gimnasta dominicano en ganar una medalla de oro en un evento de la Copa Mundial FIG cuando ganó la medalla de oro en salto en la Copa Mundial Challenge Osijek 2017. También terminó séptimo en las barras paralelas y quinto en la barra horizontal. Luego, en el Campeonato Panamericano de Lima, ganó los títulos de salto y barra horizontal, y obtuvo el bronce en barra paralela. Representó a la República Dominicana en la Universiada de 2017 celebrada en Taipéi, Taiwán, y ganó la medalla de oro en salto. Ganó otra medalla de oro en salto en la Copa Mundial Challenge de París. No pudo competir en el Campeonato Mundial de 2017 en Montreal debido a una lesión en la rodilla.
En la Copa Mundial Challenge de Osijek 2018, Nin Reyes ganó la medalla de bronce en las barras paralelas, y quedó quinto en salto. Luego, en la Copa Mundial Challenge de Koper, ganó la medalla de plata en la barra horizontal y quedó sexto en salto. Fue seleccionado como abanderado de República Dominicana para los Juegos Centroamericanos y del Caribe 2018 en Barranquilla. Allí ganó la medalla de bronce en el all-around detrás de los gimnastas cubanos Manrique Larduet y Randy Lerú. Luego, en la final del evento, ganó la medalla de oro en salto y la medalla de bronce en caballo con arcos. También ocupó el sexto lugar en anillos fijos y barras paralelas y el séptimo en ejercicios de piso y barra horizontal. Más tarde ese año, compitió en el Campeonato Panamericano de 2018 y quedó octavo en salto y 23 en todos los aspectos. En el Campeonato Mundial de 2018 celebrado en Doha, solo compitió en salto, pero terminó 28º en la ronda de clasificación y no avanzó a la final.
En la Koper World Challenge Cup 2019, Nin Reyes quedó cuarto en salto. Se convirtió en el primer gimnasta de República Dominicana en ganar una medalla de oro en los Juegos Panamericanos cuando ganó el título de salto de los Juegos Panamericanos de 2019. En el Campeonato Mundial de 2019, terminó en el puesto 66 en la clasificación general y no avanzó a ninguna final. Este resultado significó que no se clasificó automáticamente para los Juegos Olímpicos de 2020.
Nin Reyes compitió en la serie de la Copa del Mundo 2020 en un intento por clasificarse para los Juegos Olímpicos de Tokio 2020. Después del Campeonato del Mundo, compitió en la Copa del Mundo de Cottbus, ganó la medalla de plata en salto detrás del ucraniano Íhor Radivílov. Obtuvo 30 puntos para la clasificación olímpica. En la Copa del Mundo de Melbourne 2020, terminó octavo en la final de salto, ganando 12 puntos de clasificación olímpica. Luego, en el Mundial de Bakú 2020, terminó 11º en la ronda de clasificación, lo que lo convirtió en el tercer reserva para la final. Obtuvo sólo 6 puntos de clasificación olímpica con este resultado, terminó séptimo en la clasificación general de salto de la Copa del Mundo y no obtuvo una plaza olímpica.
Nin Reyes compitió en el Campeonato Panamericano 2021 en Río de Janeiro, su última oportunidad de ganar una plaza olímpica. Sin embargo, una lesión en el tobillo lo limitó a dos eventos, por lo que no pudo ganarse el lugar olímpico. Terminó 21º en el campeonato panamericano de 2022. A finales de 2022 se lesionó un ligamento del tobillo derecho, pero optó por no pasar por el quirófano para poder competir por la plaza a los Juegos Olímpicos de París 2024.
Nin Reyes comenzó la temporada en el Mundial de Cottbus 2023, pero no se clasificó para ninguna final. Terminó noveno en salto en la ronda de clasificación para el Mundial de Doha 2023, lo que lo convirtió en el segundo reserva para la final. Ocupó el puesto 18 en el campeonato panamericano de 2023 celebrado en Medellín, Colombia. Luego, en los Juegos Centroamericanos y del Caribe de 2023, ganó la medalla de plata en la competición general detrás del cubano Diorges Escobar. Luego, en la final del evento, ganó oro en salto, plata en la barra horizontal, y bronce en el caballo con arcos. También quedó cuarto en las barras paralelas y quinto con la selección dominicana. Luego compitió en los seis eventos de la Copa Mundial Challenge de París, pero no avanzó a ninguna final. En el Campeonato del Mundo de 2023, terminó décimo en salto en la ronda de clasificación, lo que lo convirtió en el primer reserva para la final. Como resultado, no ganó el lugar en aparatos de salto para los Juegos Olímpicos de 2024 porque Kevin Penev terminó por encima de él.
En los Juegos Panamericanos de 2023, Nin Reyes finalizó quinto en la final general. Por ser el gimnasta mejor clasificado que aún no se había clasificado para los Juegos Olímpicos de 2024, Nin Reyes recibió el cupo individual. Esta fue la primera vez que un gimnasta masculino de República Dominicana se clasificó para los Juegos Olímpicos. Luego ganó la medalla de oro en la final de salto, defendiendo su título de los Juegos Panamericanos, y también quedó séptimo en la final de barra horizontal.

## Vida personal
A partir del 2023, Nin Reyes es estudiante de la Universidad Autónoma de Santo Domingo donde estudia educación física. Compró una casa para su madre con el dinero del premio de la serie del Mundial de 2017. Habla inglés y español.

## Premios
El Comité Olímpico de Dominica nombró a Nin Reyes Atleta del Año en 2018.